# Pinter
Pinter je priimek v Sloveniji in tujini, predvsem na Madžarskem. Po podatkih Statističnega urada Republike Slovenije je na dan 1. januarja 2010 v Slovenjiji uporabljalo ta priimek 505 oseb.  

## Znani nosilci priimka
- Bojana Pinter, slovenska ginekologinja
- Franc Pinter (1953—2023), slovenski parastrelec
- Harold Pinter (1930—2008), angleški dramatik, nobelovec leta 2005
- Mark Pinter (*1950), ameriški igralec
- Philipp Pinter (*1985), avstrijski hokejist
- Stanislav Pinter (*1964), slovenski športni pedagog, kineziolog
- Štefan Pinter (1831—1875), slovenski pesnik v Porabju
- Tihomir Pinter (1938—2024), slovenski fotograf, doktor biokemije hrvaškega rodu
- Tomislav Pinter (1926—2008), hrvaški filmski snemalec, brat prešnjega
- Žarko Pinter, zdravnik gastroenterolog